# Elise Kutscherra de Nyß

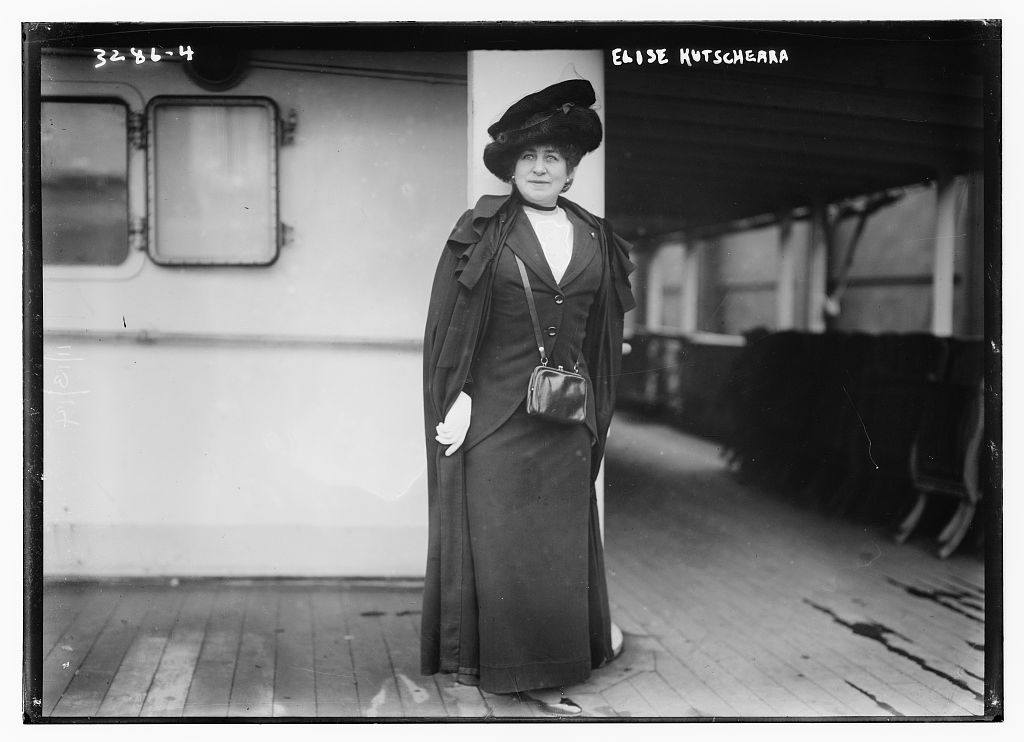
Elise Kutscherra de Nyß bei ihrer Ankunft in den USA, 13. November 1914

Elise Kutscherra de Nyß, auch Elise Kutschera de Nysz, geborene Elise Kutscherra (10. Juni 1867 in Berlin, Königreich Preußen – 29. Dezember 1945 in Wien) war eine preußische Opernsängerin (Sopran) und Gesangspädagogin.

## Leben
Der Abstammung nach war sie eine echte Slawin, denn ihr Vater war ein Böhme und ihre Mutter eine Polin. Von beiden schien sie die Energie des Temperamentes und die Liebe zur Musik geerbt zu haben.
Sie nahm auch, kaum der Schule entwachsen, Gesangsunterricht bei Signora Rosa da Ruda, später bei Madame Désirée Artôt de Padilla und erhielt ihre letzte Ausbildung bei Professor Julius Hey. Auf diese Art lernte sie zuerst die italienische, dann die französische und deutsche Gesangstechnik kennen und kam dadurch in die angenehme Lage, die verschiedenen Methoden anwenden und verwerten zu können.
Ihren ersten Bühnenversuch wagte sie am 27. Juli 1888 am Krollschen Operntheater (als „Margarethe“). Ihre Leistung befriedigte außerordentlich und noch im selben Jahre erhielt sie einen Antrag an das Hoftheater in Altenburg, wo sie bis 1889 in bevorzugter künstlerischer Stellung tätig war.
Im Jahre 1889 ging sie nach Coburg, dort wurde sie 1894 zur herzoglichen Kammersängerin ernannt. Die Künstlerin ließ ihre Stimme nicht nur in Deutschland erklingen, sondern auch in Brüssel, London und den USA, teils auf der Bühne, teils als Konzertsängerin.
Besonders erwähnenswert ist ihr Gastauftritt als „Kriemhild“ 1896, da dies das erste Engagement an der Pariser Nationalbühne einer Preußin nach dem Deutsch-Französischen Krieg von 1870/71 war.
Daraufhin wirkte sie im Jahre 1902 an der königlichen Oper in Amsterdam, aber auch zeitweise an dieser, bald an jener großen europäischen Bühnen. 1902 debütierte sie am kaiserlichen Hofoperntheater in Wien als „Leonore“ in Fidelio.
Die Künstlerin war mit dem Direktor des niederländischen Lloyd, Maximilian de Nyß verheiratet.
1914 sang sie an der Metropolitan Opera in New York City und verkündete, ihre Pariser Gesangsschule nach New York zu verlegen.
Sie kehrte dennoch nach Europa zurück, wo sie zuerst in Berlin, dann in Wien lebte und dort verstarb.